# Jean Bombail
Pas d'image ? Cliquez ici

a Compétitions nationales et continentales officielles uniquement.

b Matchs officiels uniquement.
Jean Bombail, né le 18 décembre 1925 à Pamiers et mort le 10 janvier 1993 à Ercé, est un joueur de rugby à XIII international français dans les années 1940 et 1950 évoluant au poste de pilier.

## Biographie
Né à Pamiers en Ariège, Jean Bombail exerce le métier de cultivateur au mas de Saint-Antonin près de Pamiers à une soixantaine de kilomètres de Toulouse.
Il pratique le rugby à XIII au côté de son métier et intègre l'équipe du Toulouse olympique XIII dont il est un titulaire au poste de pilier dans les années 1940 et 1950. Ses performances l'amènent à connaître une sélection en équipe de France le 25 octobre 1952 contre le pays de Galles dans le cadre de la Coupe d'Europe 1953.

### Palmarès

#### Détails en sélection en équipe de France
| 1. | 25 octobre 1952 | Pays de Galles | 16-22 | Coupe d'Europe | Pilier | - | - | - | - |